# 格奥尔基·内格雷亚
格奥尔基·内格雷亚（羅馬尼亞語：Gheorghe Negrea，1934年4月21日—2000年），罗马尼亚男子拳击运动员。他曾代表罗马尼亚参加1956年、1960年和1964年夏季奥林匹克运动会拳击比赛，其中1956年奥运会获得一枚银牌。